# 広島県道404号小谷宇津戸線
広島県道404号小谷宇津戸線（ひろしまけんどう404ごう おたにうづとせん）は、広島県世羅郡世羅町を通る一般県道である。

## 概要
世羅郡世羅町大字小谷から世羅郡世羅町大字宇津戸に至る。
1982年（昭和57年）までは八田原宇津戸線という路線名称だったが、八田原ダム建設に伴って路線名称が変更された。
八田原ダム建設に伴う付け替えを経ているせいか、道路事情はいい。またダム湖を渡るために斜張橋構造の八田原大橋が建設されている。沿線にはかつて宇津戸ダムがあったが、八田原ダムの一部になり、水没した。

### 路線データ
- 起点：世羅郡世羅町大字小谷（広島県道56号府中世羅三和線交点）
- 終点：世羅郡世羅町大字宇津戸（国道184号交点）
- 総延長：約5.7 km

## 路線状況

### 道路施設

#### 橋梁
- 八田原大橋（芦田湖、世羅郡世羅町）

## 地理

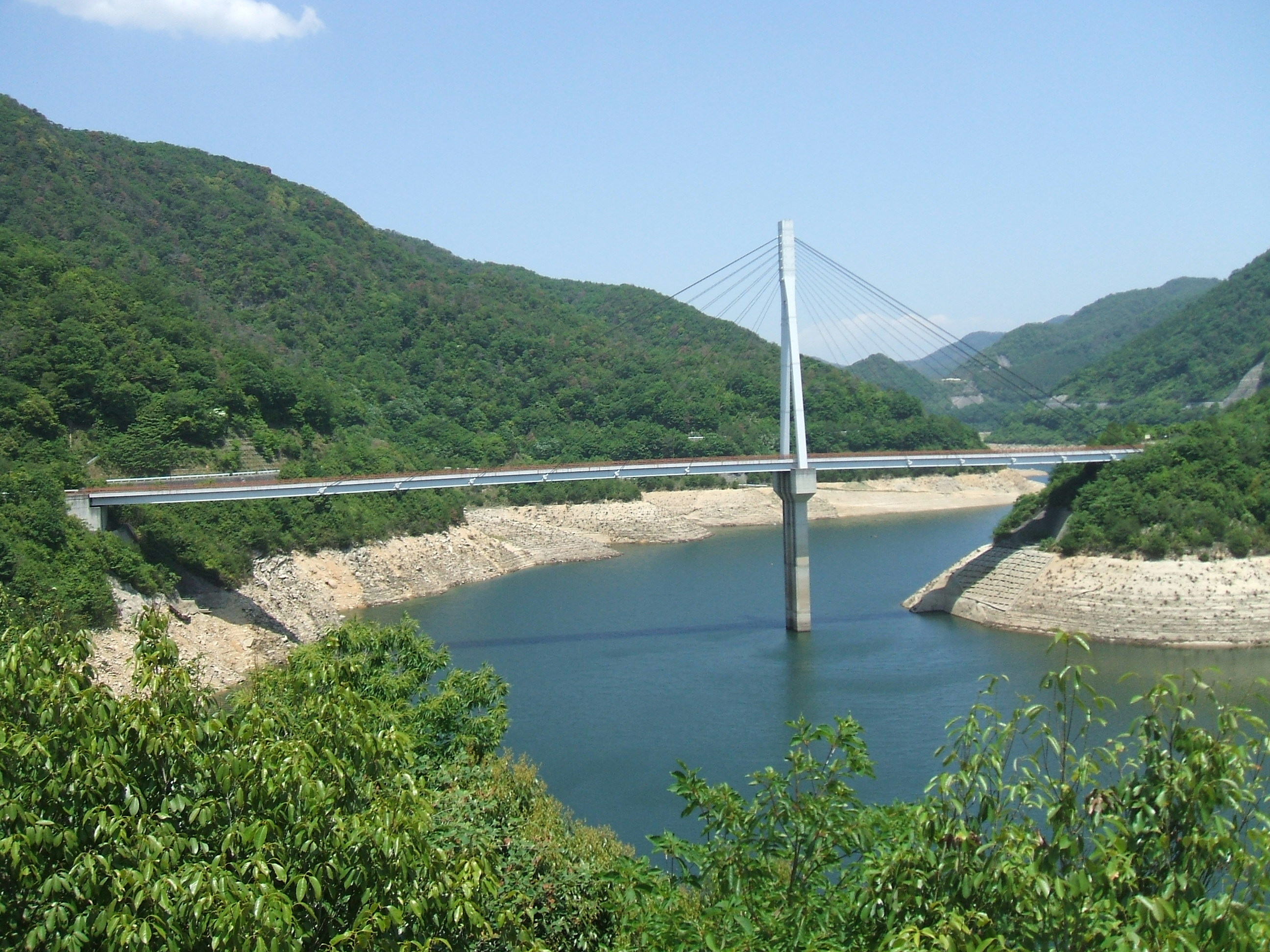
八田原大橋

### 通過する自治体
- 世羅郡世羅町

### 交差する道路
| 交差する道路               | 交差する場所 | 交差する場所 |
| -------------------------- | ------------ | ------------ |
| 広島県道56号府中世羅三和線 | 大字小谷     | 起点         |
| 国道184号                  | 大字宇津戸   | 終点         |

### 沿線
- 八田原ダム（芦田湖）
- 夢吊橋